# Die schönsten Bahnstrecken Deutschlands
Die schönsten Bahnstrecken Deutschlands (Tysklands smukkeste jernbanestrækninger) var et tysk tv-program, der jævnligt sendtes om natten på ARD-kanalen Das Erste. Som variant fandtes også Die schönsten Bahnstrecken Europas (Europas smukkeste jernbanestrækninger) og Die schönsten Bahnstrecken der Welt (Verdens smukkeste jernbanestrækninger).
Udsendelsen bestod af uddrag af en førerrumsfilm, der uden kommentarer viste kørslen ad en given jernbane i Tyskland eller andre steder i verden. Der startedes med lidt optagelser fra udgangspunktet og et kort over strækningen hvorefter selve turen vistes, sådan som lokomotivføreren så den. Når næste program skulle til at begynde, blændedes der ned uden kommentarer, i det turen så genoptoges næste nat udsendelsen sendtes. Nåede man endestationen begyndtes forfra.
Udsendelsen sendtes på varierende tidspunkter og i varierende længder fra få minutter til op mod en time mellem kl. 3.30 og 5.30 om natten. Den fungerede som buffer i programplanen, når der skulle udlignes mellem spillefilm med forskellig længde, eller når direkte udsendelser aftenen før gik over tiden. Derved sikredes at man altid kunne begynde den nye dags udsendelser præcis kl. 5.30. Det betød imidlertid også, at sendetidspunkt og varighed varierede fra nat til nat, og at de ikke altid svarede til angivelserne i de officielle programoversigter. Tværtimod sendtes der jævnligt tidligere eller senere og i kortere eller længere tidsrum, alt efter hvor meget tid, der skulle udlignes. Derudover gjaldt at der sendtes med uregelmæssige mellemrum, sådan at der nogle gange sendtes næsten hver nat, mens der andre gange kunne være en eller to ugers pause.
Udsendelsen blev første gang sendt 3. september 1995 og fortsatte frem til 26. oktober 2013, hvor et udsnit udsnit af strækningen Christchurch - Greymouth i New Zealand blev sendt som den sidste. Udsendelserne blev produceret af RBB i samarbejde med forlaget Eisenbahn Kurier, der også har udgivet en række af førerrumsfilmene på dvd i deres helhed.
De nætter hvor Die schönsten Bahnstrecken ikke sendtes, sendte Das Erste i øvrigt ofte et andet buffer-program, Deutschlandbilder, med optagelser af forskellige smukke steder i Tyskland, kun ledsaget af musik. Også her gjaldt at sendetidspunkt og varighed varierede, alt efter hvornår og hvor meget tid, der skulle udlignes.